# The Reincarnation of Peter Proud
The Reincarnation of Peter Proud is een Amerikaanse horrorfilm uit 1975 onder regie van J. Lee Thompson. Destijds werd de film in het Nederlandse taalgebied uitgebracht onder de titel De reïncarnatie van Peter Proud.

## Verhaal
De jonge leraar Peter Proud krijgt in zijn slaap onverklaarbare visioenen. Hij ontdekt dat zijn visioenen in feite flitsen zijn uit een vorig leven. Hij tracht erachter te komen waar hij toen woonde en hij praat met mensen die hij kende. Zo leert hij een in vorige leven ook een dochter had. Hij wordt verliefd op haar.

## Rolverdeling
| Acteur           | Personage           |
| ---------------- | ------------------- |
| Michael Sarrazin | Peter Proud         |
| Jennifer O'Neill | Ann Curtis          |
| Margot Kidder    | Marcia Curtis       |
| Cornelia Sharpe  | Nora Hayes          |
| Paul Hecht       | Dr. Samuel Goodman  |
| Tony Stephano    | Jeff Curtis         |
| Norman Burton    | Dr. Frederick Spear |
| Anne Ives        | Ellen Curtis        |
| Debralee Scott   | Suzy                |
| Jon Richards     | Conciërge           |
| Steve Franken    | Dr. Charles Crennis |
| Fred Stuthman    | Pop Johnson         |
| Lester Fletcher  | Autoverkoper        |
| Paul Nevens      | Receptionist        |
| Breanna Benjamin | Juffrouw Hagerson   |